# Arena Morții
Arena Morții este al șaisprezecelea episod al serialului de desene animate Samurai Jack.

## Subiect
Jack ațipește într-o pădure, la rădăcina unui copac, și când se trezește este capturat de niște mercenari și pus în lanțuri. Împreună cu alte creaturi, este transportat la Arena Morții, unde au loc lupte pe viață și pe moarte.
A doua zi, Jack îi învinge pe rând pe Gordo cel Groaznic (un fel de maimuță), pe Acvalizator (jumătate ființă, jumătate mașinărie, care trăia apă) și pe Sumoto (un luptător de sumo cât casa, pe care îl gâdilă până leșină). Pe pereții arenei sunt atârnate tot felul de arme, pentru uzul combatanților, printre care și sabia lui Jack, dar pe care nu și-o poate recupera decât după aceste prime trei lupte.
În final, se luptă în același timp cu ceilalți campioni ai ringului: o țestoasă cu țepi, o pasăre cu dinți și aripi de liliac, o felină cu gheare lungi, o reptilă cu limba lungă, un robot care aruncă steluțe metalice și un luptător indian cu șase mâini și tot atâtea săbii.
După ce iese învingător, Jack îl obligă pe maestrul de ceremonii să-i elibereze pe ceilalți sclavi și proclamă închisă Arena Morții.